# NGC 4511
NGC 4511 est une galaxie spirale située dans la constellation de la Grande Ourse. NGC 4511 a été découverte par l'astronome germano-britannique William Herschel en 1790.

## Caractéristiques

### Distance
Sa vitesse par rapport au fond diffus cosmologique est de 4 757 ± 11 km/s, ce qui correspond à une distance de Hubble de 70,2 ± 4,9 Mpc (∼229 millions d'al).